# Voliere

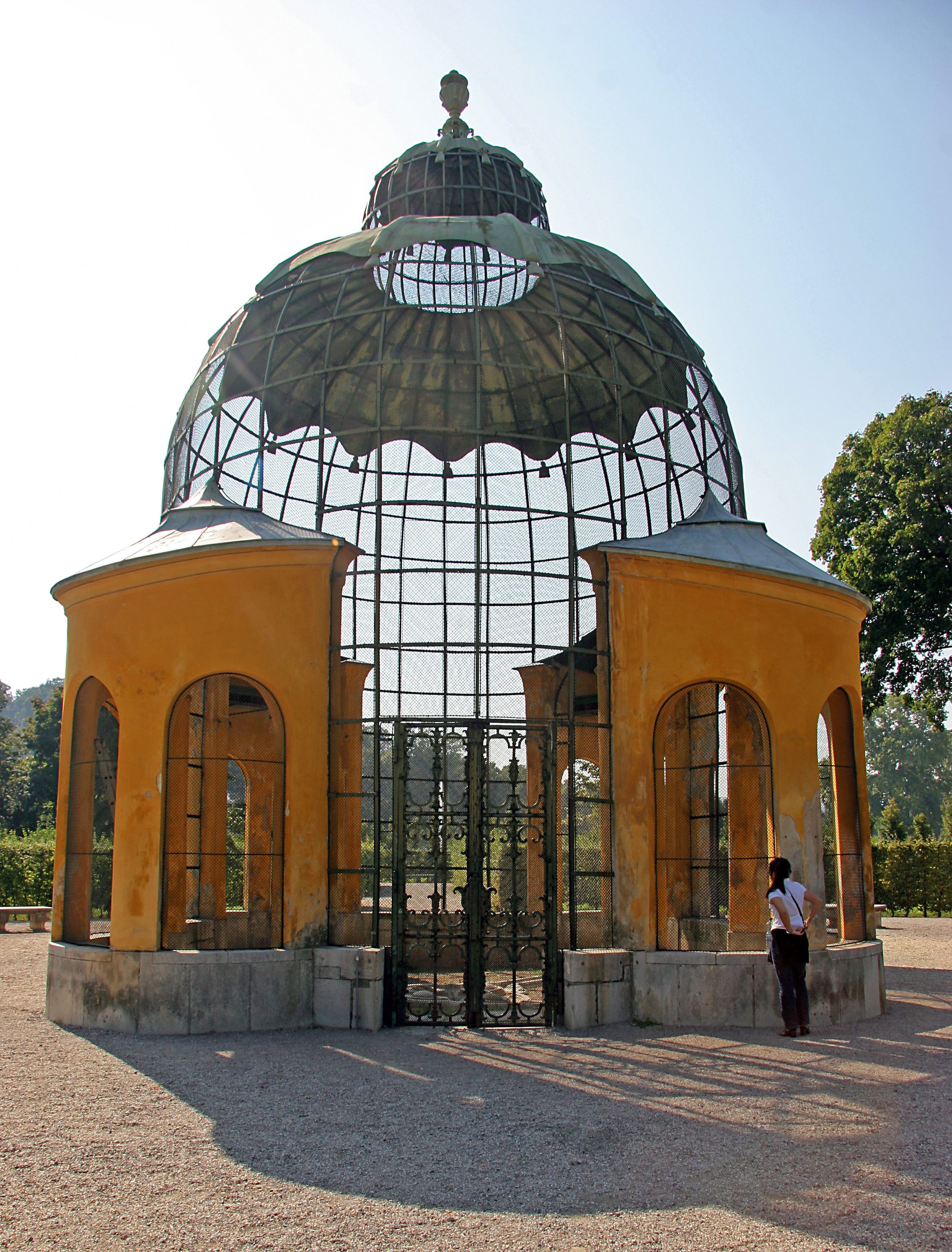
Voliere beim Schloss Schönbrunn in Wien

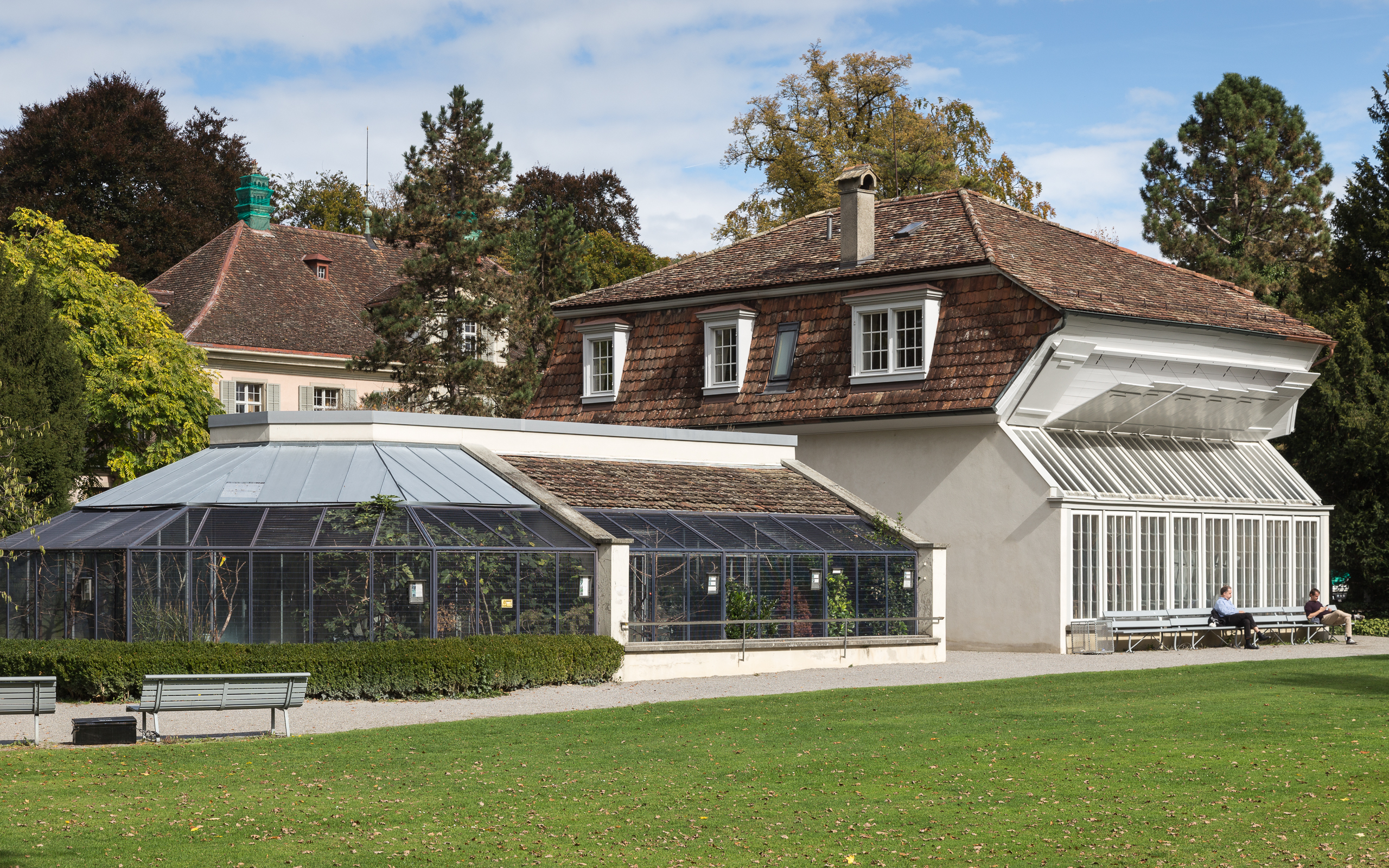
Voliere und Orangerie beim Lindengut in Winterthur

Eine Voliere (von gleichbedeutend französisch volière entlehnt, das aus dem lateinischen volāre für „fliegen“ stammt) ist ein großer Käfig, vornehmlich für Vögel, der einen großen Freiflugraum bietet und aus mit Drahtgeflecht bespanntem Holz- oder Metallgerüst oder Gittern gebaut ist. Sie ist eine größere Vogelunterkunft – meist innerhalb eines bestehenden Gebäudes oder auf einem Balkon, oder freistehend in einem Hof oder Garten.
Es gibt mehrere Arten von Volieren:
- die Außen- oder Freivoliere, sie wird meist in Gärten oder Parks, insbesondere in Zoologischen Gärten oder Vogelparks, aufgestellt und besteht aus einem großen Außenteil und einem kleineren festen Schutzraum. Diese Variante setzt sich auch immer mehr in der Hobbyzucht durch, sodass den Ziervögeln im Vergleich zu einer reinen Innenhaltung naturnahe Luft- und Witterungsverhältnisse geboten werden. In mitteleuropäischen Breiten ist aber für die meisten Arten, bei ganzjähriger Unterbringung in diesen Gehegen, ein anschließender Schutzraum notwendig. In Südeuropa, oder auch in den subtropischen- und tropischen Ländern kann meist, aufgrund der Mindesttemperaturen, auf einen Schutzraum verzichtet werden. In der Vergangenheit wurden diese Volieren nahezu ausschließlich in Eigenbauweise gefertigt. Heutzutage gibt es spezialisierte gewerbliche Volierenbauer.
- die Innenvoliere, bei der zwar kein wetterbedingtes Schutzhaus benötigt wird, jedoch trotzdem eine Rückzugsmöglichkeit für die Vögel bestehen sollte. Aufgrund der fehlenden Sonnenstrahlung wird bei dieser Variante mehr Technik u. a. in Form von UV-Lampen oder eben einer Beleuchtungsanlage benötigt.
- die Zimmervoliere  ist meist kleiner dimensioniert und aus Holz- oder Metallgerüst gefertigt. Diese Variante wird hauptsächlich über den Zoofachhandel zum Kauf angeboten.[2]

Eine angebaute bzw. integrierte Schleuse ermöglicht das Betreten, ohne dass die Bewohner entweichen können.
Ein großes Vogelhaus in Zoologischen Einrichtungen wird auch Aviarium genannt.
Zu einer geplanten Form von ausgestalteten Käfigen zur Hühnerhaltung siehe Volierenhaltung.